# 剛果共和國國家奧林匹克和體育委員會
剛果共和國國家奧林匹克和體育委員會（Congo National Olympic and Sports Committee）是剛果共和國的國家奧林匹克委員會。該組織成立於1964年，是國際奧委會和非洲國家奧林匹克委員會聯合會的成員。1964年，首次派員參加在日本東京舉行的夏季奧運會。
現時，剛果共和國國家奧林匹克和體育委員會的總部設在該國首都布拉柴維爾，主席是Mr Raymond Ibata。 

## 資料來源
1. ↑  .   [2014-04-02]. （原始内容存档于2009-02-20）.